# Bejsce (gmina)
Pour la localité, voir Bejsce.
Bejsce est une gmina rurale du powiat de Kazimierza, Sainte-Croix, dans le centre-sud de la Pologne. Son siège est le village de Bejsce, qui se situe environ 10 km à l'est de Kazimierza Wielka et 71 km au sud de la capitale régionale Kielce.
La gmina couvre une superficie de 57,74 km2 pour une population de 4 306 habitants.

## Géographie
La gmina inclut les villages de Bejsce, Brończyce, Czyżowice, Dobiesławice, Grodowice, Kaczkowice, Kijany, Królewice, Morawianki, Morawiany, Piotrkowice, Prokocice, Sędziszowice, Skała, Stojanowice, Uściszowice et Zbeltowice.
La gmina borde les gminy de Kazimierza Wielka, Koszyce et Opatowiec.